# Nothing for Juice
Nothing for Juice — третий студийный альбом американской инди-рок группы The Mountain Goats из Клермонта (Калифорния). Он был выпущен 19 августа 1996 года на лейбле Ajax Records

## Отзывы
| Оценки критиков   | Оценки критиков |
| Источник          | Оценка          |
| ----------------- | --------------- |
| Allmusic          | [ 1 ]           |
| Alternative Press | (favourable)    |

Альбом получил положительные отзывы от музыкальных критиков. Критик AllMusic Стивен Крамер оценил альбом на 4 из 5 и отметил, что «В качестве последнего альбома с со-вокалисткой Рэйчел Уэр, Джон Дарниэль из Mountain Goats составил поразительно разнообразную коллекцию из 18 песен. Дарниэль и Уэр мелодично поют блаженную песню „Going to Scotland“. Nothing for Juice ещё раз продемонстрировал изобретательность Дарниэля, одного из самых привлекательных авторов песен своего времени. Чикагская компания Ajax Records выпустила диск в 1996 году».

## Список композиций
| №                   | Название                                   | Длительность |
| ------------------- | ------------------------------------------ | ------------ |
| 1.                  | «Then the Letting Go»                      | 1:51         |
| 2.                  | «Heights»                                  | 2:28         |
| 3.                  | «Alpha Double Negative: Going to Catalina» | 2:33         |
| 4.                  | «Hellhound on My Trail»                    | 2:46         |
| 5.                  | «Blueberry Frost»                          | 1:43         |
| 6.                  | «Alabama Nova»                             | 1:45         |
| 7.                  | «Moon and Sand»                            | 3:33         |
| 8.                  | «I Will Grab You by the Ears»              | 1:51         |
| 9.                  | «It Froze Me»                              | 2:07         |
| 10.                 | «Full Flower»                              | 2:12         |
| 11.                 | «Million»                                  | 2:24         |
| 12.                 | «Going to Bogotá»                          | 2:48         |
| 13.                 | «Orange Ball of Pain»                      | 3:24         |
| 14.                 | «Going to Kansas»                          | 3:55         |
| 15.                 | «Waving at You»                            | 2:29         |
| 16.                 | «Going to Reykjavík»                       | 2:45         |
| 17.                 | «I Corinthians 13: 8-10»                   | 2:16         |
| 18.                 | «Going to Scotland»                        | 2:07         |
| Общая длительность: | Общая длительность:                        | 43:24        |